# خپیوک
خپیوک (به لاتین: Khpyuk) یک منطقهٔ مسکونی در روسیه است که در شهرستان کوراخسکی واقع شده‌است.